# Speaking in Strings
Speaking in Strings è un documentario del 1999 diretto da Paola di Florio candidato al premio Oscar al miglior documentario.